# Myodes
A Myodes az emlősök (Mammalia) osztályának rágcsálók (Rodentia) rendjébe, ezen belül a hörcsögfélék (Cricetidae) családjába tartozó nem.

## Rendszerezés
A nembe az alábbi 12 faj tartozik:
- Myodes andersoni Thomas, 1905
- kaliforniai erdeipocok (Myodes californicus) Merriam, 1890 - szinonimája: Clethrionomys californicus
- hegyi erdeipocok (Myodes centralis) Miller, 1906 - szinonimája: Clethrionomys centralis
- Gapper-erdeipocok (Myodes gapperi) Vigors, 1830 - szinonimája: Clethrionomys gapperi
- vöröshátú erdeipocok (Myodes glareolus) Schreber, 1780 - szinonimája: Clethrionomys glareolus
- Myodes imaizumii Jameson, 1961
- Myodes regulus Thomas, 1907 - szinonimája: Eothenomys regulus
- Myodes rex Imaizumi, 1971
- deres erdeipocok (Myodes rufocanus) Sundevall, 1846 - szinonimák: Clethrionomys rufocanus, Clethrionomys sikotanensis, Myodes sikotanensis
- sarki erdeipocok (Myodes rutilus) Pallas, 1779 - típusfaj; szinonimája: Clethrionomys rutilus
- Myodes shanseius Thomas, 1908 - szinonimája: Eothenomys shanseius
- Myodes smithii Thomas, 1905